# Dogman (album)
Pour les articles homonymes, voir Dogman.
Albums de King's X
King's X
(1992) Ear Candy
(1996)
Singles
1. Dogman
Sortie : janvier 1994
2. Fool You
Sortie : 1994
3. Pillow
Sortie : 1994
4. Pretend
Sortie : 1994

Dogman est le cinquième album du groupe de rock américain King's X. il est sorti le 18 janvier 1994 sur le label Atlantic Records et a été produit par Brendan O'Brien. Avec cet album le groupe opte pour une direction musicale plus « heavy metal » que ses précédents albums.

## Liste des titres
- Tous les titres sont signés par le groupe sauf indication.

1. Dogman - 4:01
2. Shoes - 3:29
3. Pretend - 4:36
4. Flies and Blue Sky - 5:00
5. Black the Sky - 4:32
6. Fool You - 4:31
7. Don't Care - 4:39
8. Sunshine Rain - 4:36
9. Complain - 3:19
10. Human Behaviour - 4:28
11. Cigarettes - 5:52
12. Go to Hell - 0:51
13. Pillow - 4:24
14. Manic Depression (Jimi Hendrix) - 4:59

## Musiciens
King's X
- Doug Pinnick : chant principal, basse
- Ty Tabor : guitares, chant
- Jerry Gaskill : batterie, chant

Musicien additionnel
- Brendan O'Brien : claviers, percussions

## Charts
Charts album
| Pays        | Durée du classement | Meilleur classement |
| ----------- | ------------------- | ------------------- |
| États-Unis  | 4 semaines          | 88e                 |
| Royaume-Uni | 1 semaine           | 49e                 |
| Suède       | 1 semaine           | 46e                 |
| Suisse      | 1 semaine           | 47e                 |

Charts singles
| Année | Single | Chart                  | Durée du classement | Position |
| ----- | ------ | ---------------------- | ------------------- | -------- |
| 1994  | Dogman | Mainstream Rock Tracks | 9 semaines          | 20e      |